# Remixed!
Remixed! är ett musikalbum från 2004. Det innehåller remixer på låtar av den amerikanska rockgruppen Scissor Sisters.

## Låtlista
1. Filthy Gorgeous (ATOC vs. Superbuddha Remix)
2. Comfortably Numb (ATOC Dub Remix)
3. The Skins
4. Comfortably Numb (Tiga Remix)
5. Electrobix (12″ Mix)
6. Filthy Gorgeous (Extended Mix)
7. Comfortably Numb (ATOC Extended Edit)
8. Comfortably Numb (Tiga Dub)
9. Electrobix (Hungry Wives Remix)